# ادیت پیاف

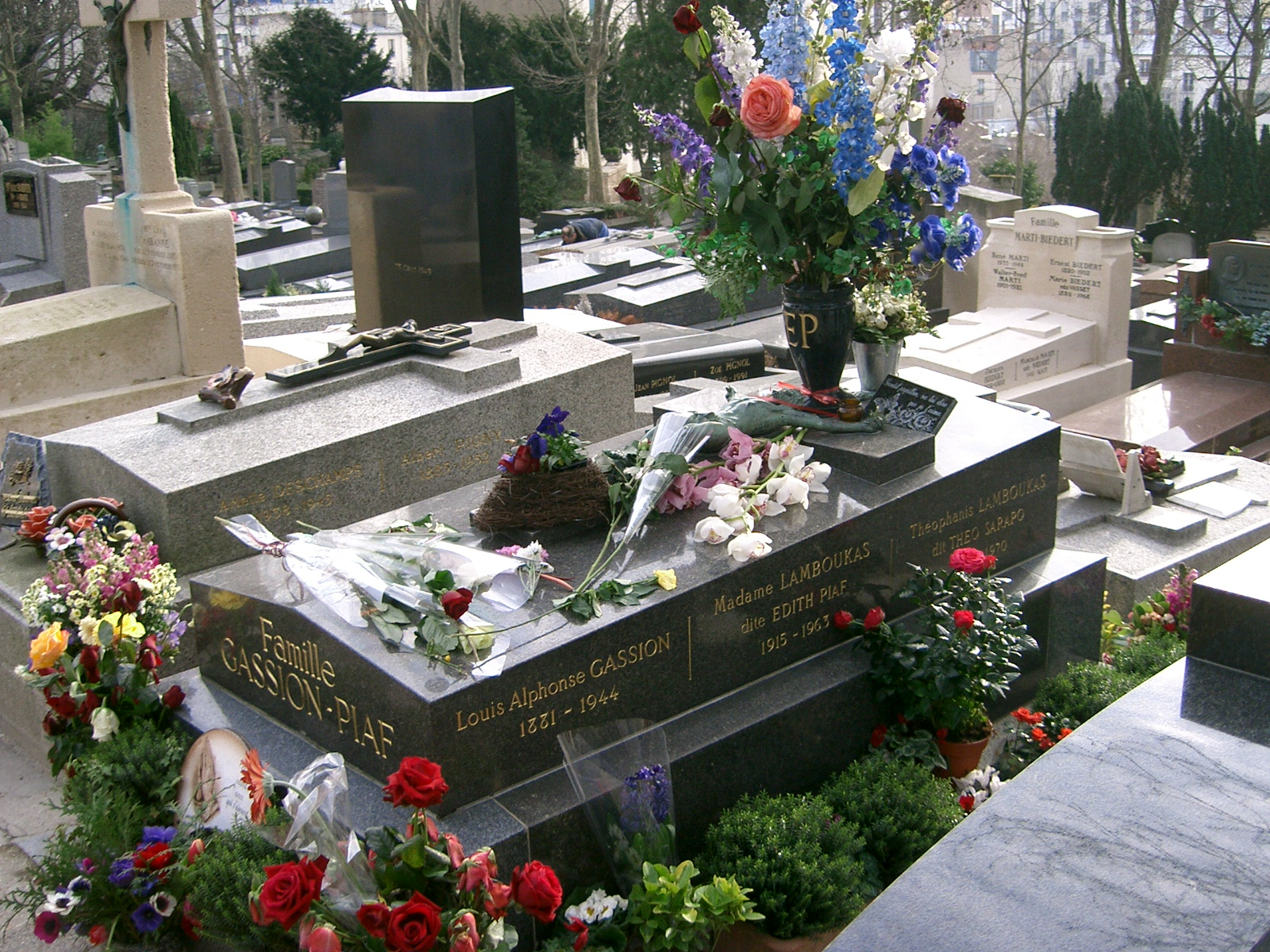
قبر ادیت پیاف در گورستان پرلاشز پاریس

ادیت پیاف (به فرانسوی: Édith Piaf), فرانسوی: [edit pjaf] ()، (زاده ۱۹ دسامبر ۱۹۱۵ - درگذشته ۱۰ اکتبر ۱۹۶۳) خوانندهٔ کاباره‌ای و شانتوز برجستهٔ تاریخِ موسیقی فرانسه و از چهره‌های شاخص این کشور در دهه‌های ۱۹۴۰ و ۱۹۵۰ بود. دو ترانهٔ «زندگی به‌رنگ صورتی» و «حسرت هیچ چیز را نمی‌خورم» او دارای شهرت جهانی است.

## زندگی
ادیت پیاف که نام اصلی او «ادیت جوواننا گاسیون» بود از پدری فرانسوی و مادری ایتالیائی در پاریس زاده شد. مادرش در کافه‌ها می‌خواند و پدرش هنرمند آکروبات سیرک بود. ادیت پیاف به تنهایی به پاریس آمد و کار خود را با آوازه‌خوانی در خیابانهای پاریس آغاز کرد.
ادیت از سه سالگی تا هفت سالگی کور بود و شایع است که بعد از این‌که روسپیان به زیارت ترز مقدس در لیزیو رفتند بینا شد. مدتی با پدر دائم‌الخمرش زندگی کرد و در شانزده سالگی از او جدا شد تا در کوچه‌ها بخواند.
در ۱۹۳۵ یک کاباره دار پاریس او را به کار گرفت و به خاطر هیکل کوچکش نام گنجشک کوچولو (La Môme Piaf) را بر او نهاد. نام پیاف تا آخر عمر بر او ماند. او در این کاباره با برخی مشاهیر پاریس آشنا شد. در ۱۹۴۰ ژان کوکتو نمایشنامه «زیبای بی‌خیال» را برای او نوشت. در این دوره او با موریس شوالیه آشنا شد. شعر بسیاری از آهنگ‌هایش را خود می‌سرود و حتی در آهنگسازی نیز با آهنگسازانش همکاری می‌کرد.
در جریان اشغال پاریس آهنگ «زندگی به‌رنگ صورتی» (La vie en rose) را خواند که هنوز هم نشانه ویژه او شمرده می‌شود. محبوبیت او نزد افسران آلمانی باعث شد تا اجازه دهند برای اسیران جنگی فرانسوی بخواند. اسیران عکس‌هایی را که به یادگار با او می‌گرفتند برای جعل گذرنامه و مدارک هویت به کار می‌بردند. بعد از جنگ محبوبیت او در فرانسه و آمریکا بیشتر شد.
ادیت پیاف از حامیان شارل آزناوور بود و او را همراه خود برای کنسرت به آمریکا برد.

او دو بار ازدواج کرد. همسران وی به ترتیب عبارتند از: 
- ژاک پیلس (ا. ۱۹۵۲–ج. ۱۹۵۷)
- تئو ساراپو (ا. ۱۹۶۲)

 و دختری داشت که در دوسالگی درگذشت. در ۱۹۵۱ در تصادف رانندگی مجروح شد و پس از آن به مرفین معتاد شد.
در ۱۹۶۳ در همان روزی که دوستش ژان کوکتو مرد، ادیت پیاف هم درگذشت. با اینکه کلیسای کاتولیک از اجرای مراسم دینی برای او ابا کرد، صدها هزار نفر در تشییع جنازه او شرکت کردند. او را در گورستان پرلاشز به خاک سپردند.
گوگل در تاریخ ۱۹ دسامبر ۲۰۱۰ برای نود و پنجمین سال تولد این هنرمند لوگوی صفحهٔ اول خود را به یاد او تغییر داد.
سیارک ۳۷۷۲ به نام اوست.

## نگارخانه

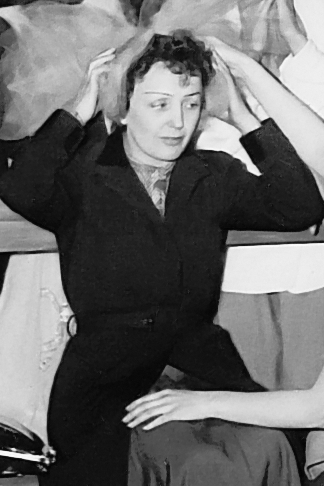
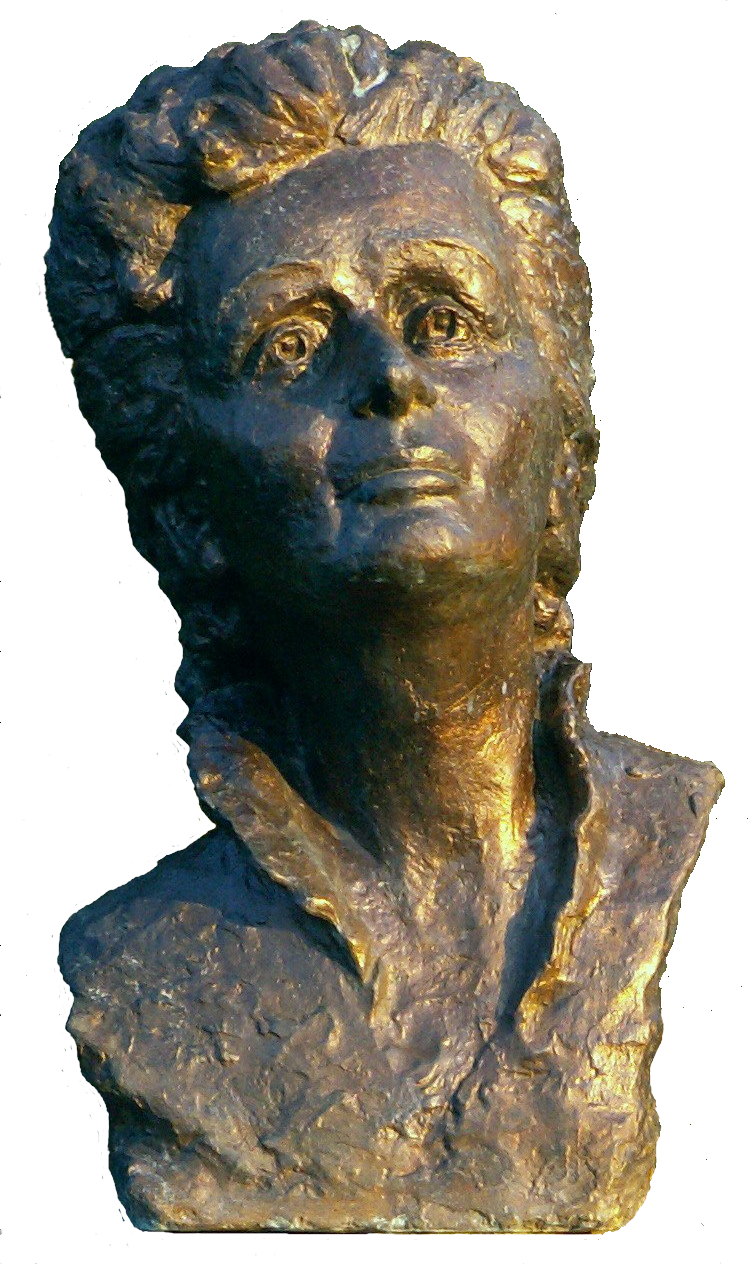

## بازیگری
فیلم
- La garçonne (1936), Jean de Limur
- Montmartre-sur-Seine (1941), Georges Lacombe
- Étoile sans lumière (1946), Marcel Blistène
- Neuf garçons, un cœur (1947), Georges Freedland
- Al diavolo la celebrità (1949), Mario Monicelli, Stefano Vanzina
- Paris chante toujours (1951), Pierre Montazel
- Boum sur Paris (1953), Maurice de Canonge
- Si Versailles m'était conté (1954), Sacha Guitry
- French cancan (1954), Jean Renoir
- Les Amants de demain (1959), Marcel Blistène

تئاتر
- Le Bel Indifférent (1940), ژان کوکتو

## کتاب‌ها، فیلم‌ها و نمایش‌ها دربارهٔ او

### کتاب‌ها
- The Wheel Of Fortune: The Autobiography of Edith Piaf by Edith Piaf (originally written in 1958, 5 years before her death), Peter Owen Publishers; ISBN 0-7206-1228-4
- Edith Piaf, by Edith Piaf and Simone Berteaut, published January 1982; ISBN 2-904106-01-4
- The Piaf Legend, by David Bret, Robson Books,1988.
- Piaf: A Passionate Life, by David Bret, Robson Books, 1998, revised JR Books, 2007
- Marlene, My Friend, by David Bret, Robson Books, 1993. Dietrich dedicates a whole chapter to her friendship with Piaf.
- Oh! Père Lachaise, by Jim Yates, Édition d'Amèlie 2007, ISBN 978-0-9555836-0-5. Piaf and Oscar Wilde meet in a pink tinted Parisian Purgatory.

### فیلم‌ها
- Piaf (1974) Guy Cazaril with Brigitte Ariel. Early Piaf songs performed by Betty Mars
- Édith et Marcel (1983), Claude Lelouch
- زندگی مانند گل سرخ La Môme 2007 , Olivier Dahan with Marion Cotillard as Édith Piaf in which she won the Academy Award for Best Actress (Oscar) in a leading role.

### نمایش‌ها
- Piaf (1978), by Pam Gems
- Piaf Piaf (1988), by Juha Siltanen and Jorma Uotinen
- Pure Piaf (2006), by Alex Ryer